# Santé (singel)
Santé – singel belgijskiego muzyka Stromae’a, wydany 15 października 2021 roku przez Mosaert Label.

## Lista utworów
- Digital download (15 października 2021)[1]

1. „Santé” – 3:10

- Płyta gramofonowa (2021)[2]

A. „Santé” – 3:10
B. „Santé” (Instrumental) – 3:10

## Teledysk
Teledysk do utworu wyreżyserowany przez Jaroslava Moraveca i Luka Van Havera został opublikowany 15 października 2021 roku.

## Pozycje na listach i certyfikaty
| Państwo           | Lista (2021–2022)          | Najwyższa pozycja |
| ----------------- | -------------------------- | ----------------- |
| Belgia (Walonia)  | Ultratop 50 Singles        | 1                 |
| Belgia (Flandria) | Ultratop 50 Singles        | 2                 |
| Francja           | Top 200 Singles            | 3                 |
| Szwajcaria        | Singles Top 100            | 7                 |
| Holandia          | Single Top 100             | 22                |
| Kanada            | Billboard Canadian Hot 100 | 87                |

| Państwo | Certyfikat |
| ------- | ---------- |
| Francja | Diament    |